# Hiroki Todaka
Hiroki Todaka (戸高 弘貴 Todaka Hiroki?, nacido el 18 de noviembre de 1991 en Oita) es un futbolista japonés que se desempeña como centrocampista.

## Trayectoria

### Clubes
| Club              | País  | Año         |
| ----------------- | ----- | ----------- |
| FC Machida Zelvia | Japón | 2014 - 2019 |

## Estadística de carrera

### J. League
| Club              | Año   | J. League | J. League | Copa J. League | Copa J. League | Total | Total |
| Club              | Año   | Part.     | Goles     | Part.          | Goles          | Part. | Goles |
| ----------------- | ----- | --------- | --------- | -------------- | -------------- | ----- | ----- |
| FC Machida Zelvia | 2014  | 27        | 5         | -              | -              | 27    | 5     |
| FC Machida Zelvia | 2015  | 0         | 0         | -              | -              | 0     | 0     |
| FC Machida Zelvia | 2016  | 0         | 0         | -              | -              | 0     | 0     |
| FC Machida Zelvia | 2017  | 26        | 6         | -              | -              | 26    | 6     |
| Total             | Total | 53        | 11        | 0              | 0              | 53    | 11    |